# Emmanuelle Boidron
Emmanuelle Boidron (4 de agosto de 1978) é uma atriz francesa.